# Venetta Fields
Venetta Fields és una cantant estatunidenca, més coneguda com a músic de sessió per a actes de música rock i de pop a la dècada de 1970, incloent Pink Floyd, Barbra Streisand, Steely Dan, i els Rolling Stones. Resideix a Austràlia des de 1982, i té la doble nacionalitat, estatunidenca-australiana
Nasqué a Buffalo, Estat de Nova York, dins una família religiosa, de primer Fields va practicar amb el gospel a l'església i també es va inspirar en cantants com Aretha Franklin. Oficialment la seva carrera s'inicià amb el grup format a l'església The Templaires. A finals de 1961 Field va sentir cantar a Buffalo a Ike and Tina Turner i d'aquesta manera ella va der un nou membre dels The Ikettes de Tina Turner. El 1966, Fields juntament amb els membres dels Ikettes Jessie Smith i Robbie Montgomery van ser contractats per Mirwood Records i van esdevenir els The Mirettes entre 1966-1970.

## Músic de sessió
Des de 1969, junt amb els cantants Clydie King i Sherlie Matthews, Fields ràpidament va ser una de les veus més buscades als Estats Units i va treballar amb artistes que inclouen Diana Ross, Elkie Brooks, Steely Dan, Joe Cocker, Quincy Jones, Bette Midler, Burt Bacharach, Bob Dylan, The Supremes, Neil Diamond, Bob Seger, Burton Cummings, Tim Buckley, Paul Butterfield, Leonard Cohen, Joe Walsh, i també amb Aretha Franklin; la seva mentora i inspiració. Actuacions notables de Field van ser Wish You Were Here amb Pink Floyd, i el disc dels Rolling Stones', Exile on Main St.
Cap a 1971 Fields, King i Matthews van formar The Blackberries, amb Matthews com a productor i lletrista i també veu. El 1972, Steve Marriott va demanar-li enregistrar i fer una gira amb Humble Pie. Aquesta associació va acabar l'any 1973.
Fields i King apaegueren com a cantants al darrere de Barbra Streisand (The Oreos) a la pel·lícula de 1976 A Star Is Born.

## Carrera a Austràlia
A continuació d'una gira de finals de la dècada de 1970, Fields va decidir traslladar-se permanentment a Austràlia l'any 1982. Als anys següents va seguir treballant amb artistes com George Benson, Dionne Warwick, Barbra Streisand, Thelma Houston, i Randy Crawford, i també amb artistes australians com Richard Clapton, Australian Crawl, Cold Chisel, Jimmy Barnes, James Morrison, Mark Gillespie i John Farnham amb qui Fields va actuar The Incredible Penguins el 1985, per una cover version de "Happy Xmas (War Is Over)", un projecte benèfic al desembre.
A la meitat de la dècada de 1980, a Melbourne, Fields formà un nou grup, Venetta's Taxi, 
L'any 2002, va rebre el premi Australian Gospel Singer of the Year. Fields també és activa com entrenadora de veu.
Fields està present al Buffalo Music Hall of Fame el 29 de setembre de 2005.

## Discografia seleccionada

### Cantant al darrere
- Barbra Streisand: Barbra Joan Streisand, Stoney End, A Star Is Born
- The Rolling Stones: Exile on Main St.
- Steely Dan: Can't Buy a Thrill, Aja, The Royal Scam
- Tim Buckley: Greetings from L.A., Look at the Fool
- Humble Pie: Eat It, Thunderbox, Street Rats
- Joe Walsh: The Smoker You Drink, the Player You Get
- Pink Floyd: Wish You Were Here
- Bonnie Raitt: Home Plate
- Elkie Brooks: Rich Man's Woman
- The Doors: Full Circle
- Alice Cooper: Lace and Whiskey
- Chuck Girard: Take It Easy
- Jean Terrell: I Had to Fall in Love
- Graham Nash: Songs for Beginners
- Gene Clark: No Other
- Spirit: Feedback
- Sonny Terry & Brownie McGhee: Sonny & Brownie
- The Doobie Brothers: Stampede
- Gary St.Clair: Self Titled

### Solista
- Venetta's Taxi